# Džamšéddží Táta
Džamšéddží Nušírvándží Táta (જમશેદજી તાતા) (často se i v českém tisku používá anglický přepis jména Jamsetji Tata; 3. března 1839, Navsari, Gudžarát – 19. května 1904 Bad Nauheim, Německo) byl indický podnikatel a průmyslník, přezdívaný otec indického průmyslu. Položil základy dnešního konglomerátu Tata Group, který v Indii patří k největším.
Narodil se do pársovské kupecké rodiny. Vystudoval Bombajskou univerzitu. Po studiích pracoval v otcově firmě, pro firmu pracoval i v Hongkongu, Šanghaji či Londýně. V 29 letech se osamostatnil, zakoupil zkrachovalý mlýn a přeměnil ho na přádelnu bavlny. Tu za dva roky s velkým ziskem prodal a začal zakládat další přádelny. Cestoval také do Anglie, kde se zajímal o nejnovější technologie zpracovaní bavlny, a do Egypta, kde se zajímal o nejnovější trendy v pěstování bavlny. Jeho společnost postupem času rostla.
Jeho cílem bylo vybudovat v Indii železárnu a ocelárnu, vzdělávací ústav světové úrovně, pětihvězdičkový hotel a vodní elektrárnu. Do jeho smrti v roce 1904 se mu podařilo splnit třetí přání, když v roce 1903 byl otevřen pětihvězdičkový hotel Tádž Mahal v Bombaji. V budování rodinné firmy pokračovali synové Doráb Džamšet Táta a Ratan Doráb Táta i jeho bratranec Ratan Dádábháí Táta. V roce 1907 založili ocelárnu Tata Steel a kolem ní město později pojmenované Džamšedpur, v roce 1909 univerzitu Indian Institute of Science a v roce 1910 vodní elektrárnu, základ dnešní Tata Power.